# Nový Salaš
Nový Salaš (v minulosti Nový Sálaš, maďarsky Újszállás) je obec na Slovensku v okrese Košice-okolí.

## Historie
Nový Salaš je poprvé písemně zmiňován v roce 1330 jako Rumantheleke, byl v panství hradu Slanec. Další historická jména jsou Uy Szallas (1553), Vyszallas (1650), Uj-Szállas (1773) a Ujszállás cum officina vitrapia (1808). V roce 1828 zde bylo 32 domů a 248 obyvatel, kteří byli zaměstnáni jako pastýři, rolníci a skláři. V obci je římskokatolický kostel Nanebevstoupení Páně, stavba byla zahájena v roce 1914, ale kvůli první světové válce a nedostatku pracovních sil se dokončení oddálilo až do roku 1936. Během druhé světové války (v roce 1944) probíhala obcí pod dobu šesti týdnů válečná fronta a obec utrpěla značné škody.